# Чарльз Флейшер
Чарльз Флейшер (народився 27 серпня 1950 року) — американський актор, стендап-комік, музикант і письменник, відомий ролями у таких фільмах, як «Хто підставив кролика Роджера», «Кошмар на вулиці В'язів», «Полярний експрес», «Ранго», «Чіп і Дейл: бурундучки-рятівнички», і «Ми повернулися! Історія динозаврів». Він зіграв епізодичну роль у «Назад у майбутнє 2», а також виконав роль Кролика Роджера в короткометражному фільмі «Кролик Роджер». Після початку кар'єри в жанрі любительської комедії перший великий прорив Чарльза Флейшера на телебаченні відбувся, коли він виступив у комедійному телешоу Дена Роуена і Діка Мартіна «Хохми».

## Ранні роки
Флейшер народився у Вашингтоні, округ Колумбія, 27 серпня 1950 року. Він вивчав медицину в Саутгемптонському коледжі, який на той час належав до Університету Лонг-Айленда. Потім майбутній актор почав вивчати акторську майстерність в Театральній школі при Університеті Де Пола (раніше — Школа драми Гудмена при Чиказькому інституті мистецтв.

## Кар'єра
Флейшер найбільш відомий своїм дубляжем Кролика Роджера, Таксі Бенні, Грезі та Психо у фільмі «Хто підставив Кролика Роджера» . Після успіху фільму він продовжив озвучувати Роджера в кількох телевізійних програмах, а також в парках розваг і курортах Уолта Діснея, а також у трьох наступних короткометражних фільмах. Інші голосові ролі Флейшера включають «Назад у майбутнє 2» і «Ми повернулися! Історія динозаврів». Серед відомих ролей на екрані — «Назад у майбутнє 2» і «Божевільний» .
Флейшер неодноразово грав ролі Карвеллі у телесеріалі 1970-х років Ласкаво просимо назад, Коттер, Чака у серіалі ABC Laverne &amp; Shirley і в мультсеріалі Діснея «Мишачий дім» (озвучив Таксі Бенні. Перша поява Флейшера у «Хохмі» відбулася 15 січня 1973 року, коли він грав на своїх саморобних музичних інструментах, зроблених зі свинцевої трубки та душової штанги. Потім він отримав роль в The Tonight Show Starring Johnny Carson 15 травня 1974 року. Крім цього, Флейшер був постійним учасником Keep on Truckin' . Він знявся в The Weird Al Show в ролі хлопця з групи. Він також з'явився в недовготривалому суботньому ранковому шоу Wacko .
Флейшер є автором цитати: «Якщо ви пам'ятаєте 60-ті, то ви в них не жили», яку часто помилково приписують іншим знаменитостям.
У 1992 році він зіграв роль телепроповідника в «What God Wants, Part II» з альбому Роджера Вотерса «Amused to Death».
Флейшер також є музикантом і автором пісень. На запрошення групи Blues Traveler він грав на гармоніці у Wiltern Theatre у Лос-Анджелесі 22 листопада 1995 року та з 10 по 15 грудня 2002 року в імпровізаційному театрі Коннектикут-авеню .
З грудня 2010 року по вересень 2011 року він був ведучим власного щотижневого веб-шоу «Всесвіт Флейшера» на Ustream.tv, продюсером якого виступив Бред Вайман .
З 17 по 20 січня 2019 року Чарльз Флейшер виступав у Tropicana Las Vegas із Бобом Голубом і Ніком Арагоном з Laugh Factory із імпровізованою комедією.

## Особисте життя
Флейшер одружився з Шеріл Страссман у 1977 році. У пара є дві доньки — Рейчел (1980 р.н.) і Джесіка (1982 р.н.).
 